# Xanthotype sospetaria
Xanthotype sospetaria är en fjärilsart som beskrevs av Achille Guenée 1858. Xanthotype sospetaria ingår i släktet Xanthotype och familjen mätare. Inga underarter finns listade i Catalogue of Life.